# Zarząd Ochrony Funkcjonariuszy MSW
Zarząd Ochrony Funkcjonariuszy MSW – jednostka organizacyjna Ministerstwa Spraw Wewnętrznych Polskiej Rzeczypospolitej Ludowej, działająca w latach 1984–1990, mająca charakter wewnętrznej policji w resorcie.

## Historia zarządu
ZOF utworzono 15 grudnia 1984 r., jego formalne zorganizowanie nastąpiło na podstawie zarządzenia nr 0072 ministra z 27 grudnia 1984 r. Zarząd otrzymał uprawnienia do wykonywania czynności operacyjnych i śledczych, prowadził kontrolę działalności pracowników resortu, zajmował się wykrywaniem i zwalczaniem popełnianych przez nich przestępstw kryminalnych i gospodarczych, rozpracowywał również funkcjonariuszy podejrzewanych o kontakty z opozycją.
Początkowo ZOF funkcjonował poza organami bezpieczeństwa. Dopiero decyzją z 6 grudnia 1985 r. minister zakwalifikował strukturę jako jednostkę SB. Terenowymi ekspozyturami zarządu były inspektoraty ochrony funkcjonariuszy WUSW, w zależności od województwa liczące od 2 do 8 pracowników.
W 1985 r. Zarząd Ochrony Funkcjonariuszy składał się z następujących komórek:
- Zespół ds. SB (kontrola jednostek MSW: Gabinet Ministra, Główny Inspektorat, Departament I, Departament II, Departament III, Departament IV, Departament V, Departament VI, Departament Techniki, Biuro „A”, Biuro „B”, Biuro „C”, Biuro „W”, Biuro RKW, Biuro Śledcze, Biuro Studiów, Biuro Paszportów, Biuro Ochrony Rządu, Zarząd I, Zarząd Polityczno-Wychowawczy)
- Zespół ds. MO (kontrola jednostek MSW wchodzących w skład KG MO: Biuro Operacyjne, Biuro Ruchu Drogowego, Biuro Prewencji, Biuro Kryminalne, Biuro do Walki z Przestępstwami Gospodarczymi, Biuro Dochodzeniowo-Śledcze, Biuro Kontroli i Analiz, Zakład Kryminalistyki)
- Zespół ds. Pracowników Cywilnych (kontrola jednostek MSW: Departament Finansów, Departament Społeczno-Administracyjny, Departament PESEL, Departament Kadr, Departament Szkolenia i Doskonalenia Zawodowego, Departament Gospodarki Materiałowo-Technicznej, Departament Inwestycji, Departament Zdrowia i Spraw Socjalnych, Biuro Organizacyjno-Prawne, Zarząd Łączności, Zarząd Administracyjno-Gospodarczy, Główny Inspektorat Ochrony Przemysłu, Redakcja „W Służbie Narodu”)
- Zespół ds. Analityczno-Ogólnych

Zarząd nie cieszył się dobrą opinią wśród funkcjonariuszy MSW, którzy wysuwali szereg zastrzeżeń dotyczących ich inwigilowania. Ze względu na nasilające się protesty pion ten został zlikwidowany 1 lutego 1990 r., formalnie na mocy zarządzenia nr 28 ministra z 15 lutego 1990 r.

## Kierownictwo
Dyrektorzy Zarządu Ochrony Funkcjonariuszy MSW:
- płk Jacek Sosnowski (20 grudnia 1984 r. – 1 listopada 1987 r.)
- płk Stanisław Dębski (1 listopada 1987 r. – 18 grudnia 1987 r.)
- płk Sylwester Gołębiewski (1 lutego 1988 r. – 1 marca 1990 r.)